# Јоста
Јоста (Ribes × nidigrolaria) је сложени укрштени воћни грм из рода рибизла, који укључује три оригиналне врсте, црну рибизлу, северноамерички приморски црни огрозд R. divaricatum и европски огрозд. Слично је Ribes × culverwellii, jochelbeere (понекад се назива и црни негус), који потиче од само две од ових врста, R. nigrum и R. uva-crispa.

## Етимологија
Име Јоста настало је комбиновањем немачких речи за црну рибизлу и огрозд, односно Johannisbeere („Јо“) и Stachelbeere („Ста“). Након немачког изговора "Ј", може се изговарати "јостабери" на енглеском.

## Таксономија
Постојала је потражња за плодовима типа огрозда на биљкама без трња, а први успешан покушај укрштања црне рибизле (R. nigrum) са европским огрозда (R. uva-crispa) извео је Вилијам Калвервел у Јоркширу у Енглеској 1880. године. Овај хибрид је назван Ribes × culverwellii и био је скоро стерилан. Други су касније извршили директна укрштања црне рибизле и огрозда, међутим створене диплоидне саднице су биле стерилне и нису дале много плодова, иако су неки плодови застали без ђубрења (партенокарпија).
Јоста се често погрешно назива Ribes × culverwelli као резултат овог раног Ф1 диплоидног хибрида. Међутим, Јоста је Ф2 плодни амфиполиплоидни хибрид сложеног порекла, а не директно укрштање, и настао је касније у Немачкој. Пол Лоренц је започео процес у Институту Кајзер Вилхелм у Берлину 1926. године. За 13 година створено је преко 1000 Ф1 хибрида. Само осам од њих је преживело Други светски рат, и на крају су пребачени у Институт Ервин Баур, који је основан 1946. Рудолф Бауер је користио колхицин да удвостручи број хромозома и произведе плодне полиплоиде. Повратно укрштање са родитељима огрозда и рибизле је такође било укључено, стварајући нову Ф2 генерацију. Од 15.000 оваквих укрштања изабране су три саднице на основу бујности, отпорности на болести и плодности.
Дакле, јоста потиче од два одвојена укрштања прве генерације, од којих су оба дала врло мало плодова. Један од коришћених Ф1 хибрида био је укрштање сорте црне рибизле R. nigrum ‘Langtraubige Schwarze’ ('Дуга гомила') са R. divaricatum. Овај Ф1 хибрид је био отпоран на плесни америчког огрозда. Други Ф1 хибридни родитељ био је укрштање сорте црне рибизле R. nigrum "Silvergieters Schwarze" са R. grossularia (син. R. uva-crispa) 'Груне Ханса'.

## Сорте
Прва сорта, 'Јоста', постала је доступна јавности 1977. године. Две касније пуштене сорте звале су се 'Јостине' и 'Јогранда'. Од тада су разни програмери развили бројне варијанте. Већина именованих сорти обично је доступна само у Немачкој , а имена три најчешћих сорти јосте су такође помешана, и сви су се понекад продавали као „Јоста“. Поред тога, неколико сорти јосте развијено је независно од европских напора у оплемењивању у јединици Службе за пољопривредна истраживања УСДА у Корвалису. За разлику од европских селекција јости, ове сорте су прилично трновите. Оне се зову "ОРУС" серија, а неке од њих као што је "ОРУС 8" су и данас доступне.

## Опис
Готово црна бобица, која је мања од огрозда и нешто већа од црне рибизле, јестива је и сирова и кувана. Описује се као да има средњи укус између огрозда и црне рибизле, при чему је укус огрозда доминантнији у незрелом воћу, а ноте црне рибизле се развијају како плод сазрева. Зрели плодови ће висити на грму у добром стању до касног лета, а једу га птице. Помало незрело воће може се користити у кулинарским рецептима као огрозд. Као и црна рибизла, плод се добро замрзава, а као и многи други припадници рода Ribes, богат је витамином Ц.
Комерцијална производња јосте је ограничена јер није погодна за механичку бербу. У поређењу са већином другог воћа, берба јосте је релативно радно интензивна по килограму. Иако је теже брати од црне рибизле, биљка је без трна.
Сама биљка расте до максималне висине од око 2 м, цвета средином пролећа, са заметањем плодова и сазревањем по сличном распореду као и црна рибизла. Биљка показује хетерозис, добро расте и плоди и отпорна је на низ уобичајених болести које погађају друге ребрице . Биљка је посебно отпорна на буђ, пегавост листова, рђу од белог бора и жучну грињу. Цветови су хермафродити и биљка је самооплодна након опрашивања инсеката. Размножавање се обично врши резницама, а не семеном.